# Wilki Morskie Szczecin
El King Wilki Morskie Szczecin es un equipo de baloncesto polaco que compite en la TBL, la primera división del país. Tiene su sede en la ciudad de Szczecin. Disputa sus partidos en el Azoty Arena, con capacidad para 5300 espectadores.

## Posiciones en liga
| Temporada | Nivel | Liga   | Pos. | Copa de Polonia  |
| --------- | ----- | ------ | ---- | ---------------- |
| 2014–15   | 2     | I Liga | 4º   |                  |
| 2015–16   | 1     | PLK    | 6º   |                  |
| 2016–17   | 1     | PLK    | 11º  | Cuartos de final |
| 2017–18   | 1     | PLK    | 7º   |                  |

## Palmarés
- Liga de Polonia
  - Campeón (1): 2023
- 2Liga Grupo A
  - Campeón (1): 2013

## Jugadores destacados
| - Oleg Yushkin - Marcin Flieger - Przemysław Frasunkiewicz - Tomasz Gielo - Paweł Mróz - Marcin Sroka - Piotr Wojdyr - Marko Činović - Obrad Fimic - Jurij Shapovalov | - Avery Curry - Willie Davis - Rodney Green - Dino Gregory - Darrell Harris - Vince Langston - Killian Larson - J.J.Mann - Tommy McGhee - Bill Nelson | - Trevor Releford - Kenny Williams - LeShell Wilson - Cashmere Wright - Omar Samhan - Ivan Marinković - Wadim Czeczuro - Vitaliy Kovalenko - Antwain Barbour - Mike Rosario |